# Le Banquet (album de Murena)
Pour les articles homonymes, voir Le Banquet.
Le Banquet est le dixième tome de la série de bande dessinée Murena, écrit par Jean Dufaux, dessiné par Theo et mise en couleurs par Lorenzo Pieri, publié en 2017 aux éditions Dargaud.

## Synopsis
Dans le but de faire cesser le massacre des chrétiens, accusés d'être responsables de l'incendie de Rome, Lucius Murena se réconcilie avec l'empereur Néron durant un fastueux banquet. Agressé et laissé pour mort, il est recueilli par Lemuria, la sœur du sénateur Pison qui complote contre l'empereur. Les soins particuliers prodigués par la guérisseuse de Lemuria rendent Murena amnésique et il se retrouve au centre d'un complot contre Néron.

## Historique
La série avait été interrompue par le décès brutal de son dessinateur, Philippe Delaby, en janvier 2014. Jean Dufaux pleurait un ami et a eu besoin de temps pour retrouver l'envie de continuer la série. « Après la disparition de Philippe, il y a eu le chagrin et plus l'envie, plus la force de continuer Murena. Un trou de quatre ans. Tout doucement, les amis de Philippe m'ont parlé de Theo, ainsi que l'éditeur qui désirait continuer l'aventure. Il fallait qu'humainement cela se passe bien entre nous, car Murena est aussi une aventure humaine. » Lorsque Theo était illustrateur, à Florence, avant de travailler dans la bande dessinée, il connaissait déjà la série Murena qui était une référence pour les illustrateurs en raison de la qualité de ses décors et détails.
Le Trône d’argile, la série dessinée par Theo, avait été remarquée à l’époque par Philippe Delaby qui en avait parlé à Jean Dufaux et à l'éditeur, Dargaud, lequel avait un moment envisagé de confier à Theo un spin-off de la série Complainte des landes perdues. Quand s'est posée la question de la succession de Philippe Delaby, le nom de Theo est naturellement ressorti. Le dessinateur a été particulièrement libre sur cette reprise, Jean Dufaux ne voulant pas travailler avec « un sous-Delaby » et souhaitant « un dessinateur qui apporte son style, sa personnalité, à l'univers de Murena ». Jean Dufaux a été comblé par le travail de Theo qu'il décrit comme « un auteur qui a quelque chose à dire sur Murena, qui a sa place à prendre dans cet univers assez complexe » et qui apporte à la série « un regain d'énergie, une vision, la sienne ».
Avant d'accepter le projet, Theo a tenu à rencontrer le fils et la femme de Philippe Delaby. Jean Dufaux a d'ailleurs été impressionné par cette forme de respect. Madame Delaby lui a fait confiance et lui a confié la documentation accumulée par son mari,.
Theo, dont le style était plus inspiré par la bande dessinée américaine, a souhaité travailler de manière traditionnelle, dans le style franco-belge, en réalisant les couleurs à l'aquarelle directement sur la planche encrée, couleurs qu'il a confiées à son coloriste Lorenzo Pieri qui travaille déjà avec lui sur Le Trône d'argile et avec lequel il partage un atelier à Florence.
Le titre de l'album devait être Nouveaux horizons mais en voyant la couverture proposée par Theo (un gros plan d'une tête de cochon posée sur un plateau), Jean Dufaux a décidé de changer le titre pour Le Banquet. « C’est moi qui ai choisi le cochon. Cela a été un choc pour Dargaud mais Jean Dufaux a tellement aimé qu’il a changé le titre de l’album. »

## Sources d'inspiration
Le banquet chez Trimalchion fait allusion au Satyricon, attribué au poète latin Pétrone.

## Personnages
Par ordre d'apparition :
- Lucius Murena, héros éponyme de la série. Patricien ami de Pétrone, les intrigues de cour le frappent de plein fouet.
- Néron, fils de Gnaeus Domitius Ahenobarbus et d'Agrippine, adopté par l'empereur Claude. De naissance, il se nomme Lucius Domitius Ahenobarbus, mais il est devenu Tiberius Claudio Nero.
- Pétrone, poète latin, ami de Lucius Murena. Ses vers plaisent à Néron.
- Ruffalo, centurion de la garde prétorienne. Pierre a sauvé sa fille Claudia et Lucius Murena l'a aidé à la retrouver.
- Encolpe, personnage du Satyricon, poète et amant de Pétrone
- Caius Calpurnius Piso, dit Pison, ami de Ruffalo et qui organise une conspiration contre Néron.
- Le Besogneux, personnage hideux et avide qui partage ses profits avec Tigellin. Il s'adonne à la spéculation immobilière auprès des familles sinistrées après l'incendie. Le massacre des chrétiens sert ses ambitions financières.
- Lemuria, sœur de Pison, qui sauve Murena de la mort puis devient son amante.
- Le dieu Mercure - peut-être une hallucination de Lucius Murena[a].
- Sénèque, précepteur puis conseiller de Néron
- Claudia, fille de Ruffalo, sauvée par Pierre et retrouvée par son père avec l'aide de Lucius Murena. Amoureuse de ce dernier, elle devient son amante.
- Tigellin (Sofonius Tigellinus), qui aide Néron et participe aux intrigues du pouvoir. Avec l'aide du Besogneux, il organise un complot pour livrer les chrétiens à la colère de la foule après l'incendie.
- Poppée, femme d'une grande beauté et issue d'une famille puissante. Ambitieuse, elle devient l'amante de Néron et porte son enfant, Claudia Augusta - qui décède en bas âge. Elle s'intéresse aux coutumes des juifs et les reçoit régulièrement ; elle avertit ses proches du complot monté par Néron et Tigellin pour livrer des boucs émissaires à la foule en colère.

## Publication
- Édition originale : 54 pages, format 225 mm x 298 mm, avec un cahier graphique de 10 pages en fin d'album, réservé à la 1re édition, Dargaud, 2017 (DL 11/2017)  (ISBN 978-2-505-06664-4)[5].
- Tirage limité : 54 pages, format 225 mm x 298 mm, noir et blanc, uniquement les crayonnés sans les textes, noté « Édition Unique », tirage limité et numéroté à 3500 exemplaires, Dargaud, 2017 (DL 11/2017)  (ISBN 978-2-505-07120-4)[6].